# Macromitrium longipes
Macromitrium longipes là một loài Rêu trong họ Orthotrichaceae. Loài này được (Hook.) Schwägr. mô tả khoa học đầu tiên năm 1824.